# Nord Pool
Nord Pool är den nordiska elbörs som startades 1996 av Sverige och Norge. Medlemsländer är numera Belgien, Danmark, Estland, Finland, Frankrike, Lettland, Litauen, Luxemburg, Nederländerna, Norge, Polen, Storbritannien, Sverige, Tyskland och Österrike.
Nord Pool tillhandahåller följande marknadsplatser:
- Spotmarknad som avser nästa leveransdygns 24 timmar (day ahead market).
- Elbas som avser timhandel och som görs upp senast en timme före levaranstimmen (intra day market).
- Terminsmarknad avseende prissäkringsprodukter för leverans närmaste veckor, månader och år.

På marknadsplatserna kan elhandlare köpa och sälja el avista eller på termin. Nord Pools elpriser är normgivande för den skandinaviska elmarknaden.
Nord Pool förser den europeiska elmarknaden med relevant information förutom spot- och terminspriser, även data om energimängd (magasinsläget) i de nordiska vattenkraftdammarna, produktion, förbrukning, överföring samt uppgifter om störningar i produktion och elnäten i de olika länderna.
Nord Pool-gruppen består av följande företag:
- Nord Pool ASA (moderbolag) ägt 50% vardera av Svenska Kraftnät och Statnett. (på gång: säljes till OMX[källa behövs])
- Nord Pool Spot AS ägt till 20% av vardera Nord Pool ASA, Svenska Kraftnät, Statnett, Fingrid, Energinet.dk.
- Nord Pool Clearing ASA ägt till 100% av Nord Pool ASA

Statnett är systemansvarig i Norge. Fingrid är systemansvarig i Finland. Energinet.dk är systemansvarig i Danmark.